# Jean le Chanceux
Pour les articles homonymes, voir Hans im Glück (homonymie).
Jean le Chanceux ou Jean-la-Chance, Hans-la-Chance (en allemand : Hans im Glück) est un conte facétieux (ATU 1415), popularisé par les frères Grimm dans la deuxième édition de leurs Contes de l'enfance et du foyer en 1819 (KHM 83). L´histoire avait été publiée auparavant en 1818 par August Wernicke dans la revue Wünschelruthe (La Baguette magique).

## Résumé
Jean (Hans) reçoit en paiement de sept années de travail auprès d'un maître artisan une pépite d'or. Il échange alors cette pépite contre un cheval, puis le cheval contre une vache, la vache contre un cochon, le cochon contre une oie, l'oie contre une pierre à aiguiser. Enfin, il perd la pierre à aiguiser en la laissant tomber au fond d'un puits.
À chacun des échanges successifs, il est persuadé de bien agir car les personnes avec qui il troque ses biens l'assurent qu'il réalise une bonne affaire.
Après avoir perdu la pierre à aiguiser, il est soulagé car elle pesait lourd, et continue son chemin heureux vers la maison de sa mère.

## Commentaires
Dès 1819, ce conte remplace dans le recueil le conte intitulé La Petite Fille pauvre (Das arme Mädchen), devenu Les Talers des étoiles (Die Sternthaler, KHM 153).
Adelbert von Chamisso et Ludwig Bechstein ont également proposé, chacun de leur côté, une version de ce conte, versifiée dans le cas de Chamisso.

## Adaptation
- Un épisode de la série d'animation Simsala Grimm[2].